# Portugal en los Juegos Olímpicos de Tokio 2020
Portugal estuvo representado en los Juegos Olímpicos de Tokio 2020 por un total de 92 deportistas que compitieron en 17 deportes. Responsable del equipo olímpico fue el Comité Olímpico de Portugal, así como las federaciones deportivas nacionales de cada deporte con participación.
Los portadores de la bandera en la ceremonia de apertura fueron el atleta Nelson Évora y la yudoca Telma Monteiro.

## Medallistas
El equipo olímpico de Portugal obtuvo las siguientes medallas:
| Nombre           | Deporte    | Competición    |
| ---------------- | ---------- | -------------- |
| Oro              |            |                |
| Pedro Pichardo   | Atletismo  | Triple salto M |
| Plata            |            |                |
| Patrícia Mamona  | Atletismo  | Triple salto F |
| Bronce           |            |                |
| Jorge Fonseca    | Judo       | –100 kg M      |
| Fernando Pimenta | Piragüismo | K1 1000 m M    |